# Muotatal

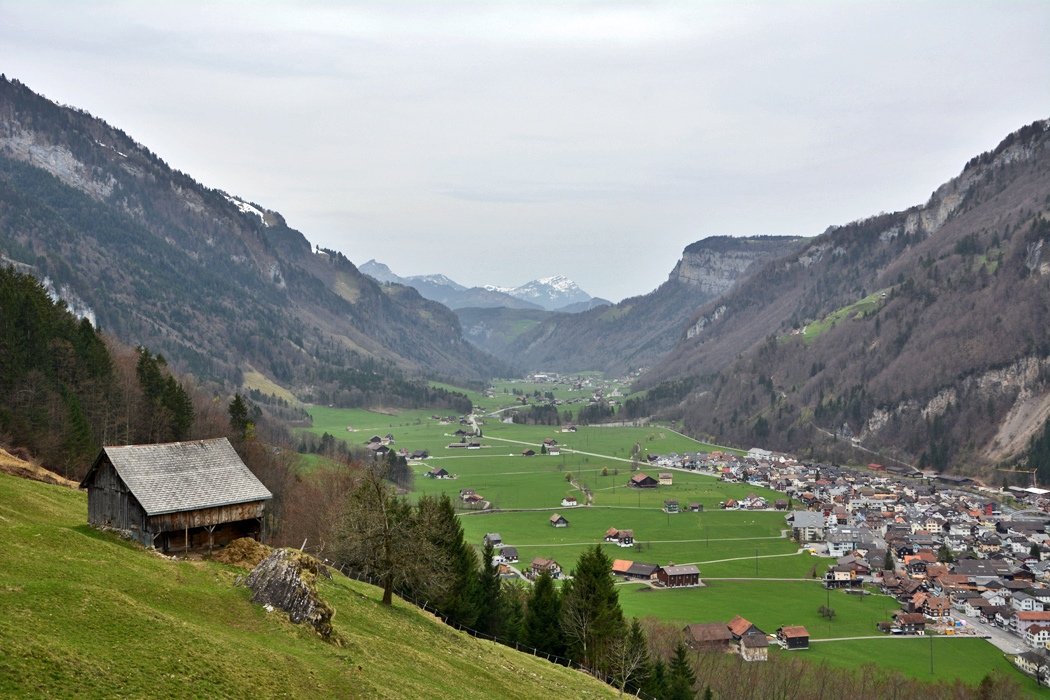
Das Muotatal, Blick talauswärts Richtung Westen. In der Bildmitte die Rigi-Kulm

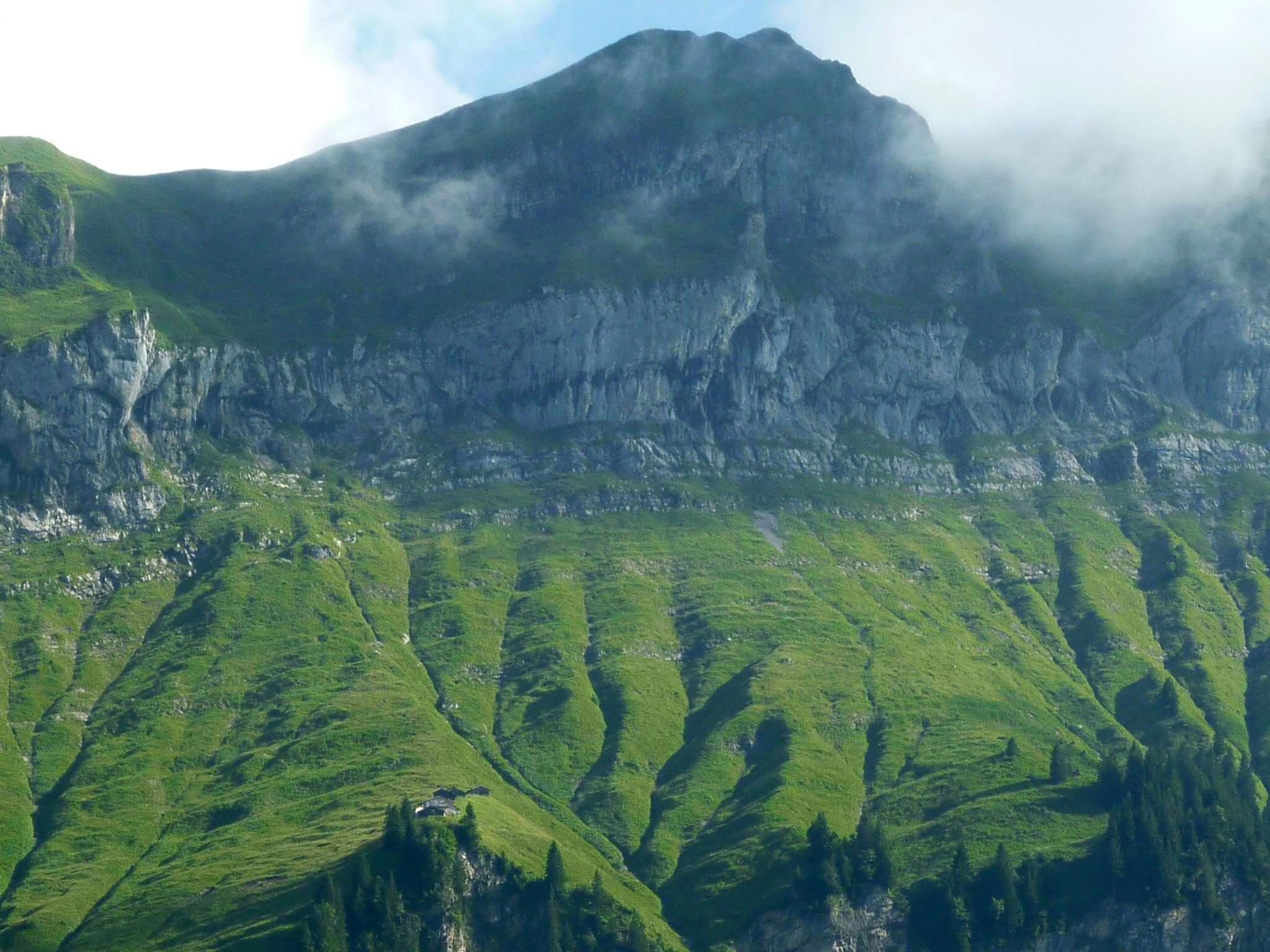
Drehort Hinterer Heubrig mit Alphütten

Das Muotatal ist ein Tal östlich des Kantonshauptorts Schwyz in der Schweiz und wird von dem namengebenden Fluss Muota durchflossen. Die Talflanken werden beidseits durch steile Berghänge gebildet, die nördliche durch das Hoch-Ybrig, die südliche durch Stoos und Wasserberg.

## Geographie
Auf der Höhe des Dorfs Muotathal spaltet sich das Muotatal auf, in südöstlicher Richtung bildet sich das Bisistal. Am Ende des Bisistals kann man per Luftseilbahn Sahli–Glattalp auf die Glattalp gelangen.
In nordöstlicher Richtung steigt das Muotatal zum Pragelpass auf und bildet eine Verbindung in den Kanton Glarus. Die Pragelstrasse führt auf Glarner Seite am Klöntalersee vorbei.
Im Muotatal befindet sich das längste Höhlensystem Europas, das Hölloch.

## Besonderheiten
Bekannt ist das Muotatal auch für die Muotathaler Wetterschmöcker, ein Club von Amateurmeteorologen. Erich Langjahrs Film Das Erbe der Bergler von 2006 wurde mehrheitlich im Hinteren Heubrig im Muotatal gedreht.

## Bevölkerung
Die Bewohner des Tals werden oft als «Bauernvolk» bezeichnet, obwohl dies heute nicht mehr zutrifft. Typische Familiennamen sind seit Jahrhunderten Gwerder, Heinzer, Suter, Betschart, Schelbert, Föhn und Schmidig. Die einheimischen Ländlermusikanten pflegen teils eine eigene Stilrichtung. Bedeutende Vertreter sind Franz Schmidig sen., Franz Schmidig jun., Franz Föhn und Kari Suter.

## Öffentlicher Verkehr
Eine Buslinie der Auto AG Schwyz verbindet das Muotatal mit dem Bahnhof von Schwyz in Seewen.